# 丽克·赫尔吕克
丽克·赫尔吕克（丹麥語：Rikke Hørlykke，1976年5月2日—），丹麦女子手球运动员。她曾代表丹麦国家队参加2004年夏季奥林匹克运动会手球比赛，结果队伍获得一枚金牌。